# 군위 박씨
군위 박씨(軍威朴氏)는 대구광역시 군위군을 본관으로 하는 한국의 성씨이다.

## 역사
군위박씨(軍威朴氏) 시조 박헌(朴軒)은 신라 경명왕의 셋째 아들인 속함대군(速咸大君) 박언신(朴彦信)의 15세손으로서 고려 우왕 때 문과에 급제하고 이성계(李成桂)를 도와 조선창업에 공을 세워 개국원종공신(開國原從功臣)에 책록되었으며 가선대부(嘉善大夫)로서 공조전서(工曹典書)에 올라 군위군(軍威君)에 봉해졌다고 한다.

## 본관
군위(軍威)는 경상북도 중앙부에 위치한 지명이다. 본래 신라의 노동멱현(奴同覓縣)이었는데 757년(신라 경덕왕 16)에 적라현(赤羅縣)으로 개칭하여 효령현(孝靈縣)‧부림현(富林縣)과 함께 숭선군(崇善郡)의 관할이 되었다. 1018년(현종 9)에는 군위현이 상주목(尙州牧)에 속하였으며, 1143년(인종 21) 일선군(一善郡) 소속으로 개편되었다.
《세종실록지리지》에 경상도 상주목 군위현의 토성(土姓)으로 박(朴)·나(羅)·방(方)·오(吳)·서(徐) 5성이 기록되어 있다.
1896년(고종 33) 군위군으로 개편되었으며, 1914년 의흥군과 의성군의 일부가 군위군으로 병합되었다.

## 과거 급제자
군위 박씨는 조선시대 문과 급제자 4명을 배출하였다.
문과
박심(朴沁) 박태휘(朴泰彙) 박현보(朴顯輔) 박희안(朴希顔)
무과
박계운(朴啓運) 박규황(朴奎晃) 박렬(朴烈) 박상절(朴象節) 박성도(朴成道)
박원양(朴元陽) 박응룡(朴應龍) 박인검(朴仁儉) 박준대(朴俊大) 박징헌(朴徵憲)
박충신(朴忠信) 박치량(朴致良) 박태등(朴泰登)
생원시
박광보(朴光輔) 박인희(朴寅羲) 박형묵(朴亨默) 박형하(朴珩夏)
진사시
박규하(朴珪夏) 박태학(朴台鶴)

## 같이 보기
- 함양 박씨